# Nguyệt Xứng
Nguyệt Xứng (zh. 月稱, sa. candrakīrti, bo. zla ba grags pa ཟླ་བ་གྲགས་པ་), tk. 6/7, được xem là Luận sư quan trọng nhất trong tông Trung quán sau Long Thụ. Sư quê ở Nam Ấn, xuất gia từ lúc nhỏ tuổi. Nhân lúc đọc tác phẩm của Long Thụ, Sư bỗng hiểu ý. Sau, Sư trở thành viện trưởng của Na-lan-đà và viết nhiều bài luận chú giải về các tác phẩm của Long Thụ. Các tác phẩm quan trọng của Sư là Minh cú luận (zh. 明句論, còn nguyên bản Phạn ngữ), Nhập trung quán luận (zh. 入中觀論). Tương truyền rằng, trong một cuộc hành trình truyền Pháp về hướng Nam, Sư đã giáo hoá rất nhiều người. Sư sống rất thọ, nhưng chắc chắn là không thọ đến 300 (!) tuổi như sử sách Tây Tạng thuật lại.
Các tác phẩm còn lưu lại của Sư (trích): 
1. Minh cú luận (sa. prasannapadā), gọi đủ là Trung quán minh cú luận (sa. madhyamakavṛtti-prasannapadā), tác phẩm chú giải Trung quán luận (sa. madhyamaka-śāstra) của Long Thụ (sa. nāgārjuna) duy nhất bằng nguyên văn Phạn ngữ, bản Tạng ngữ cũng còn;
2. Nhập trung quán luận (sa. madhyamakāvatāra), chỉ còn bản Tạng ngữ;
3. Nhập trung luận thích (sa. madhyamakāvatāra-bhāṣya), chỉ còn bản Tạng ngữ;
4. Nhân duyên tâm luận thích (sa. pratītyasamutpāda-hṛdaya-vṛtti), một tác phẩm chú giải Nhân duyên tâm luận tụng (sa. pratītyasamutpāda-hṛdaya-kārikā), được xem là của Long Thụ, chỉ còn bản Tạng ngữ;
5. Thất thập không tính luận thích (sa. śūnyatā-saptativṛtti), chú giải Thất thập không tính luận (sa. śūnyatā-saptati) của Long Thụ. Long Thụ (và Parahita) cũng có soạn một tác phẩm dưới tên này. Chỉ còn bản Tạng ngữ;
6. Lục thập tụng như lý luận thích (sa. yukti-ṣaṣṭhikā-vṛtti), luận giải Lục thập tụng như lý luận (sa. yukti-ṣaṣṭhikā), một tác phẩm được xem là của Long Thụ, chỉ còn bản Tạng ngữ;
7. Bồ Tát du-già hành tứ bách luận thích (sa. bodhisattvayogācāra-catuḥśataka-ṭīkā), chú thích bộ Tứ bách luận (sa. catuḥśataka) của Thánh Thiên (sa. āryadeva), chỉ còn bản Tạng ngữ;
8. Trung quán luận tụng (sa. madhyamaka-śāstra-stuti).